# Derby (cocktail)

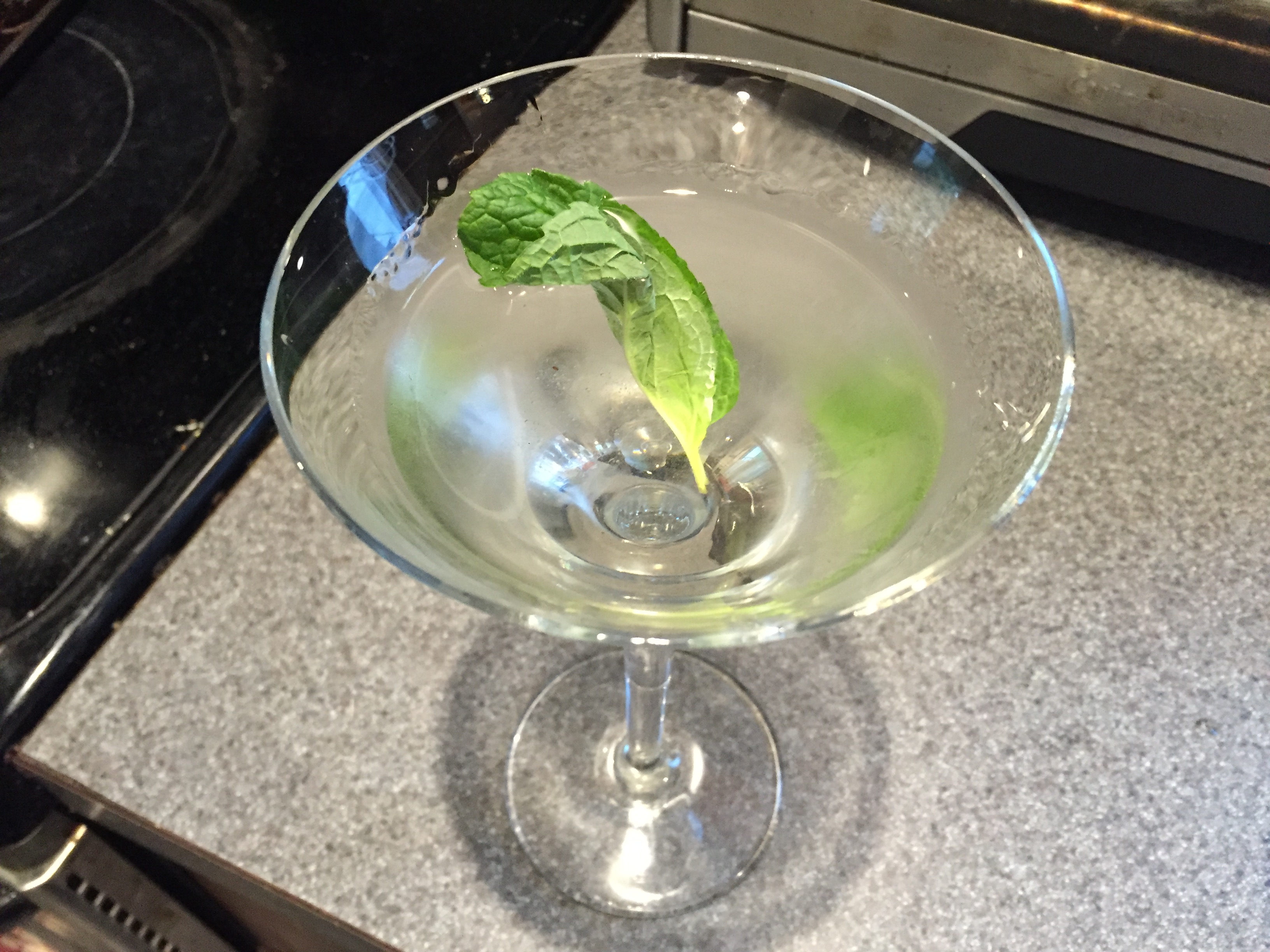
Cocktail Derby

Il Derby è un all day cocktail a base di gin, peach bitters e menta. È stato un cocktail ufficiale dell'IBA.

## Composizione
- 6 cl di gin
- 2 gocce di peach bitters
- 2 foglioline di menta

## Preparazione
Riempire di ghiaccio una coppetta da cocktail e un mixing glass. Aggiungere nel mixing glass 6 cl di gin e 2 gocce di peach bitters, poi mescolare bene. Filtrare il contenuto del mixing glass nella coppetta da cocktail una volta rimosso il ghiaccio in essa. Guarnire con due foglioline di menta. Servire senza cannuccia.